# Buchegg
Buchegg est une commune suisse du canton de Soleure, située dans le district de Bucheggberg.

## Histoire
La commune a été fondée le 1er janvier 2014 à la suite de la fusion des anciennes communes d'Aetigkofen, Aetingen, Bibern, Brügglen, Gossliwil, Hessigkofen, Küttigkofen, Kyburg-Buchegg, Mühledorf et Tscheppach.
Le 18 juin 2023, par votation communale, les habitants approuvent, à 88,1%, d'intégrer la commune voisine de Lüterswil-Gächliwil dans son territoire communal. La fusion est effective depuis le 1er janvier 2024.